# 锡尼什
锡尼什（葡萄牙語：Sines，發音：[ˈsinɨʃ] ⓘ）是葡萄牙塞图巴尔区的一座港口城市。當地有一個炼油厂。锡尼什曾被西哥德人佔領，後來又被摩爾人洗劫。